# Myszkowo (województwo pomorskie)
Myszkowo – osada w Polsce położona w województwie pomorskim, w powiecie nowodworskim, w gminie Nowy Dwór Gdański na obszarze Wielkich Żuław Malborskich. Wieś wchodzi w skład sołectwa Myszewko.
W latach 1975–1998 miejscowość administracyjnie należała do województwa elbląskiego.
Inne miejscowości o nazwie Myszkowo: Myszkowo